# Força de Euler
Na mecânica clássica, a aceleração de Euler, formulada pelo físico e matemático suíço Leonhard Euler, ou aceleração transversal é uma aceleração que surge quando um sistema de referência em rotação não uniforme é utilizado para análise de movimento e existe uma variação na velocidade angular do eixo do sistema de referência.
A força de Euler é uma força fictícia em um corpo que é relacionada à aceleração de Euler por {\displaystyle F=ma}, onde a é a aceleração de Euler e m é a massa do corpo em questão.

## Aceleração de Euler
A direção e a magnitude da aceleração de Euler é dada por
{\displaystyle {\boldsymbol {a}}_{\mathrm {Euler} }=-{\frac {d{\boldsymbol {\omega }}}{dt}}\times \mathbf {r} }
onde ω é a velocidade de rotação do sistema de referência e r é o vector posição do ponto onde a aceleração é medida relativa ao eixo da rotação.

## Força de Euler
Utilizando a aceleração acima, a força de Euler é dada por
{\displaystyle {\boldsymbol {F}}_{\mathrm {Euler} }=m{\boldsymbol {a}}_{\mathrm {Euler} }=-m{\frac {d{\boldsymbol {\omega }}}{dt}}\times \mathbf {r} \ ,}
onde m é a massa do objecto no qual a força fictícia é exercida.